# María Dupláa
María Dupláa (Buenos Aires, 4 de julio de 1986) es una actriz argentina.

## Biografía
Es hija del conductor de radio Quique Dupláa y sobrina de la actriz  Nancy Dupláa.

## Carrera profesional
Debutó como actriz de cine en 2006 en la película argentina Suspiros del corazón, donde obtuvo su primer papel protagónico. Su salto a la fama se produjo en 2011 cuando fue convocada por Pablo Echarri a formar parte del reparto de la telenovela El elegido, donde interpretó a Jimena Estévez, hermana de la protagonista.

## Filmografía

### Cine
| Año  | Título                                | Papel              | Notas        |
| ---- | ------------------------------------- | ------------------ | ------------ |
| 2006 | Suspiros del corazón                  | Fraty              |              |
| 2009 | Francia                               | Hija de Norma      |              |
| 2011 | Corneas                               | Griselda           | Cortometraje |
| 2012 | Señales                               | Hija del comisario |              |
| 2013 | Mala                                  | Rosario            |              |
| 2013 | Sangre negra: Aldo Knodell debe morir | Milagros Molina    |              |
| 2013 | Policompañeros motorizados            | Secretaria         |              |
| 2014 | Teoría sobre las colonias             |                    | Cortometraje |
| 2014 | Lago de luciérnagas                   | Samantha           |              |
| 2015 | Escucha                               | Novia              | Cortometraje |
| 2015 | Uno mismo                             | Una                |              |
| 2017 | Une vie ailleurs                      | María Vilas        |              |
| 2017 | Veredas                               | Amiga de Lucía     |              |
| 2020 | Intra                                 | Julia              |              |

### Televisión
| Año       | Título                     | Papel             | Notas                             |
| --------- | -------------------------- | ----------------- | --------------------------------- |
| 2005      | Conflictos en red          | Lucrecia          | Episodio: «Frágil»                |
| 2007-2008 | Mujeres de nadie           | María Guzmán      |                                   |
| 2009      | Valientes                  | Carla             |                                   |
| 2011      | El elegido                 | Jimena Estévez    |                                   |
| 2012      | El donante                 | Diana             |                                   |
| 2014      | Televisión por la justicia | Granata           | Episodio: «La venganza»           |
| 2014      | Televisión por la justicia | Verónica Roma     | Episodio: «Abuso de poder»        |
| 2015      | El mal menor               | Nancy             | Episodio: «Nina»                  |
| 2016      | La leona                   | Vera Ortiz        |                                   |
| 2017      | Amor binario               | Sofía             | Episodio: «Madonna»               |
| 2017      | La frecuencia Kirlian      | Mujer (voz)       | Episodio: «Los amos de la noche»  |
| 2018      | Cien días para enamorarse  | Lourdes Benevento |                                   |
| 2019      | Otros pecados              | Balbiani          | Episodio: «La reina de las bodas» |
| 2024      | Dark City: The Cleaner     | Candy             |                                   |

### Web
| Año  | Título                | Papel            | Notas                                      |
| ---- | --------------------- | ---------------- | ------------------------------------------ |
| 2011 | Un año sin televisión | Chica de la cita | Episodio: «El misterio del amor verdadero» |
| 2014 | Simple                | Cecilia Russo    |                                            |
| 2016 | Sin conexión          | María            |                                            |